# Nicolas Joseph Marie Le Gall
Pour les articles homonymes, voir Le Gall.
Nicolas Joseph Marie Le Gall de Kerlinou, né le 8 août 1787 à Auray (Bretagne) et décédé le 27 avril 1860 à Rennes (Ille-et-Vilaine), est un magistrat, homme politique et botaniste français.

## Biographie
Nicolas Joseph Marie Le Gall de Kerlinou naît le 8 août 1787 à Auray, dans la paroisse Saint-Gildas. Il est le fils de Louis Nicolas Le Gall de Kerlinou, avocat en parlement, notaire royal, et de son épouse, Sainte Magdeleine Vincente Millon.
Il est nommé juge d'instruction au tribunal de Lorient (Morbihan) en août 1830, puis conseiller à la cour d'appel de Rennes (Ille-et-Vilaine) en octobre 1830. Il est député du Morbihan de 1834 à 1837. 
En tant que botaniste, Le Gall publia des ouvrages consacrés à la flore bretonne. On trouve son nom associé à une espèce d'ajonc, l'ajonc de Le Gall (Ulex gallii Planchon, 1849). C'est lui en effet qui, le premier, distingua « son » ajonc de l'ajonc de Provence (Ulex parviflorus), appelé à cette époque Ulex provincialis. Bien qu'il eût décrit la nouvelle espèce dans sa Flore du Morbihan déjà rédigée en 1849 mais retardée dans son édition, Planchon la décrivit trois ans avant la sortie de son ouvrage, en la lui dédiant.
Il meurt le 27 avril 1860 à Rennes.

## Œuvres
- Application de la méthode naturelle aux plantes composant la flore du département des Côtes du Nord - Prudhomme, Saint Brieuc, 1836, 111 pp.
- Flore du Morbihan - J.M. Galles, Vannes, 1852, 840 pp.

## Distinctions
- Chevalier de la Légion d'honneur (9 août 1854)[4]

## Sources
- « Nicolas Joseph Marie Le Gall », dans Adolphe Robert et Gaston Cougny, Dictionnaire des parlementaires français, Edgar Bourloton, 1889-1891 [détail de l’édition]
- Fiche biographique sur le site de l'Assemblée nationale.
- Bulletin et mémoires de la Société archéologique du département d’Ille-et-Vilaine, 1995, tome 97, p.189-203 (lire en ligne).
- Jean-Claude Farcy, Rosine Fry, Annuaire rétrospectif de la magistrature XIXe-XXe siècles, Centre Georges Chevrier (Université de Bourgogne/CNRS), 2010.

Le Gall est l’abréviation botanique standard de Nicolas Joseph Marie Le Gall.
Consulter la liste des abréviations d'auteur en botanique ou la liste des plantes assignées à cet auteur par l'IPNI, la liste des champignons assignés par MycoBank, la liste des algues assignées par l'AlgaeBase et la liste des fossiles assignés à cet auteur par l'IFPNI.